# Tedfordhyus
Tedfordhyus is een geslacht van uitgestorven pekari's uit de familie Tayassuidae. Het geslacht omvat meerdere soorten die leefden in het Mioceen in westelijk Noord-Amerika.

## Fossiele vondsten
Fossielen van Tedfordhyus zijn gevonden in Californië en Panama.

## Systematiek
De typesoort van Tedfordhyus, T. occidentalis, werd oorspronkelijk beschreven als een nieuwe soort van het geslacht Cynorca, C. occidentale, door Woodburne (1969) voor exemplaren gevonden in het vroege Mioceen van Californië. Cynorca werd echter door Wright en Eshelman (1987) tot nomen dubium verklaard, en Wright (1998) erkende dat een aantal soorten die eerder aan Cynorca waren toegewezen in de verte verwant aan elkaar zijn, waarbij C. occidentale nauwer verwant is aan bestaande pekari's dan aan C. socialis (=Marshochoerus). Prothero (2021) richtte het nieuwe geslacht Tedfordhyus op voor C. occidentale ter ere van Richard H. Tedford.